# 陰陽師 (ゲーム)
『陰陽師』（おんみょうじ）は、中国のオンラインゲーム会社・NetEase, Inc.（網易）によるスマートフォン向けゲームアプリ。日本国内では2017年2月23日にサービス開始。
日本の声優を起用した中国製日系ゲームの1つ。平安時代を舞台として、記憶を失った陰陽師の安倍晴明が、式神を率いて魑魅魍魎と戦いを繰り広げる。

## キャラクター

### 主要人物
- 安倍晴明（声 - 杉山紀彰[4][5]）（御霊：龍神）
- 神楽（声 - 釘宮理恵[4][5]）（御霊：白蔵主）
- 源博雅（声 - 鈴木達央[4][5]）（御霊：黒豹）
- 八百比丘尼（声 - 沢城みゆき[4][5]）（御霊：孔雀）

### 式神
- 閻魔（声 - 能登麻美子[5]）
- 黒無常（声 - 中井和哉[5]）
- 白無常（声 - 鈴村健一[5]）
- 雪女（声 - 諏訪彩花[6]）
- 白狼（声 - 桑島法子）
- 鈴鹿御前（声 - 日笠陽子）
- 桃の精（声 - 水樹奈々）
- 桜の精（声 - 能登麻美子[6]）
- 九命猫（声 - 新谷真弓[6]）
- 髪喰い（声 - 間宮康弘[7]）
- 犬神（声 - 関俊彦[7]）
- 妖狐、妖琴師（声 - 島﨑信長[7]）
- 童男（声 - 井上麻里奈[8]）
- 童女（声 - 加隈亜衣[8]）
- シシオ（声 - 河西健吾[8]）
- 傀儡師 （声 - 能登麻美子[9]）
- 青行燈（声 - 水樹奈々[9]）
- 吸血姫（声 - ゆかな[9]）
- 妖刀姫（声 - 井澤詩織[10]）
- 鬼女紅葉 （声 - 桑島法子[10]）
- 姑獲鳥（声 - 行成とあ[10]）
- 大天狗（声 - 前野智昭[10]）
- 荒川の主（声 - 子安武人[10]）
- 丑の刻参り（声 - 斎藤千和[10]）
- 磁器蛙 （声 - 吉野裕行[10]）
- 酒呑童子（声 - 阪口周平[11]）
- 茨木童子（声 - 福山潤）
- 管狐（声 - 松田健一郎[11]）
- 両面仏（声 - 井上和彦[11]）
- 八岐大蛇（声 - 宮野真守）
- 鬼切（声 - 鳥海浩輔）
- 天剣刃心鬼切（声 - 斎賀みつき→伊瀬茉莉也）
- 玉藻前（声 - 朴璐美→ちふゆ、三木眞一郎）

## ミュージカル

### ミュージカル「陰陽師」〜平安絵巻〜
網易とネルケプランニングとの共同制作という形でミュージカル化され、2018年3月9日から3月18日までの期間に東京でプレビュー公演が行われたのち、中国・深圳（3月30日 - 4月1日、深圳保利劇院）、上海（4月7日 - 15日、虹橋芸術センター）、北京（4月20日 - 22日、北京展覧館劇場）にて本公演が上演された。

#### キャスト（平安絵巻）
- 晴明 - 良知真次[12]
- 源博雅 - 三浦宏規[12]
- 神楽 - 伊藤優衣[12]
- 八百比丘尼 - 舞羽美海[12]
- 大天狗 - 矢田悠祐[12]
- 酒呑童子 - 君沢ユウキ[12]
- 茨木童子 - 遊馬晃祐[12]
- 黒無常 - 平田裕一郎[12]
- 白無常 - 内海啓貴[12]
- 判官 - 片山浩憲[12]
- 雪女 - 七木奏音[12]
- 紅葉 - 門山葉子[12]
- 黒晴明 - 佐々木喜英[12]

アンサンブル
西岡寛修、笹原英作、服部悠、杉山諒二、松ヶ谷ほのか、渡邉南、光岡茉美、佐竹真依、SATOCO
声の出演
- 小白 - 大谷育江[14]
- 閻魔 - 能登麻美子[14]
- オープニングナレーション - 松田健一郎[14]

### ミュージカル「陰陽師」〜大江山編〜
2019年に中国・上海（2019年6月14日 - 16日、上海人民大舞台）、鄭州（6月21日 - 23日、鄭州河南省人民会堂）、成都（6月28日 - 30日、成都東郊記憶演芸中心）、重慶（7月5日 - 7日、重慶大劇院）、長沙（7月12日 - 14日、長沙梅渓湖国際文化芸術中心大劇院）、武漢（7月19日 - 21日、湖北劇院）、西安（7月26日 - 28日、陝西大劇院）、天津（8月2日 - 8月4日、天津大劇院）、北京（8月9日 - 11日、北京天橋芸術中心）、広州（11月15日 - 11月17日、広州大劇院）、深圳（11月22日 - 24日、深圳保利劇院(Shenzhen Poly Theatre)）、合肥（11月29日 - 12月1日、合肥大劇院）、杭州（12月6日 - 8日、杭州大劇院）、上海（12月13日 - 15日、上海東方芸術中心）、済南（12月20日 - 22日、山東省会大劇院）、北京（12月27日 - 29日、北京天橋芸術中心）の中国14都市で公演され、2020年に東京（2020年2月26日 - 3月1日、日本青年館ホール）で凱旋公演された。

#### キャスト（大江山編）
- 鬼切 - 森田桐矢[16]
- 源頼光 - 武藤賢人[16]
- 酒呑童子 - 宇野結也[16]
- 茨木童子 - 土井一海[16]
- 妖刀姫 - 長谷川唯[16]
- 源頼康 - 山川ありそ[16]
- 玉藻前 - 蘭舞ゆう[16]
- 晴明 - 北村健人[16]

アンサンブル
佐竹真依、中野みほ、廣藤梨奈、岩上美優、宮尾颯、堀直人、花見卓也、市古怜治
声の出演
- ナレーション - 松田健一郎[16]
- 黒晴明 - 佐々木喜英[16]
- 紅葉 - 門山葉子[16]
- 茨木童子（女声） - 碧井愛莉[16]
- 陰陽師たち・ヤマタノオロチ・妖・悪鬼・愛花 - 井俣太良、大竹えり、堀池直毅、廿浦裕介、秋山こころ[16]

### ミュージカル「陰陽師」〜海国の章〜
本作は2020年に上演予定だったが、新型コロナウイルス感染拡大の影響で上演中止になっていた作品だった。当時収録していたゲネプロの映像の公開がライブストリーミングサービス「Z-aN」にて決定となり、2024年7月20日から9月21日の期間に配信された。

#### キャスト（海国の章）
- 晴明：北村健人[17]
- 源頼光：武東賢杜[17]
- 鬼切：松田裕[17]
- 酒呑童子：伊勢大貴[17]
- 茨木童子：吉高志音[17]
- 久次良：吉澤翼[17]
- 蟹姫：高橋紗妃[17]
- 海鳴：山川ありそ[17]
- 金魚姫：小嶋紗里[17]
- 大嶽丸：辻凌志朗[17]

アンサンブル
片岡孝文、堀直人、花見卓也、高橋陸人、佐竹真依、中野みほ、江口優菜、北嶋彩乃
声の出演
- ナレーション：松田健一郎[17]
- 巨鯨の妖：舞羽美海[17]

特別映像出演
- 荒川の主：spi[17]
- 金魚姫（幼少期）：鎌田英伶奈[17]
- 八百比丘尼：舞羽美海[17]
- 紅葉：門山葉子[17]
- 玉藻前：蘭舞ゆう[17]
- 妖刀姫：長谷川唯[17]

### スタッフ（ミュージカル）
- 演出・脚本・作詞：毛利亘宏[14][19][17]
- 音楽：佐橋俊彦（全公演）[14][19][17]、坂部剛（海国の章）[17]
- 振付：本山新之助[14][19][17]

## テレビアニメ

### 陰陽師・平安物語
日本では2018年7月3日からTOKYO MXにて火曜1時35分から1時40分（月曜深夜）に放送された。中国では同年4月より動画配信サイトbilibiliで先行配信。第2期が2019年8月17日から中国の動画配信サイトbilibiliで先行配信開始。ナレーションはロア健治。
2023年現在は中国にて第3期まで配信されているが、日本では第2期・第3期の放映は行われていない。一方で日本語吹替版の制作は継続しており中国でも日本語版として配信されている。

#### スタッフ
- 原作 - NET EASE GAMES
- エグゼクティブプロデューサー - 丁磊
- 企画 - 金韜
- プロデューサー - 賈海漠
- ディレクター - 張鵬
- 監督 - アミノテツロ
- 副監督 - 王筠婷
- 演出 - 武市直子
- 脚本 - 盧靜・張鵬・梁艷凌
- キャラクターデザイン - 王筠婷
- サブキャラクターデザイン - 鈴木奈都子
- 色彩設計 - 有尾由紀子
- 美術設定 - 王妍・關秋瑩
- アソシエイトプロデューサー - 孫猛・陸星程
- アシスタントプロデューサー - 関家一樹
- アニメーションプロデューサー - 吉田昇央・陸星程
- アニメーション制作 - 震雷×BLADE→震雷×スタジオマスケット

#### 主題歌
1期エンディングテーマ「風たちぬ」
作詞・作曲 - 町屋 / 編曲 - 町屋、和楽器バンド / 歌 - 和楽器バンド
2期エンディングテーマ「真夏絵巻」
作詞 - 静電場朔・凛-Lin- / 作曲・編曲 - 凛-Lin- / 歌 - 静電場朔

### 陰陽百鬼物語
2020年より放送予定だったが、新型コロナウイルス感染症の流行の影響で延期すると発表された。
2022年6月23日から7月1日にかけて、同名のiOS/Android用位置情報ゲームのクローズドベータテストが行われた。

## 実写映画
本作を原作とした中国映画『陰陽師:二つの世界』（原題：侍神令）が2021年2月12日に公開された。主演はチェン・クン、ジョウ・シュン。日本ではNetflixで2021年3月19日から配信。

## 漫画
『本格幻想よんみょうじ！』と題してツイ4（最前線）にて大葉タカナの作画で4コマ漫画を2017年7月11日から2018年7月9日にかけて連載した。

## 体感型謎解きゲーム
『「陰陽師」謎解きゲーム「邪・神・封・印〜古の邪神、八岐大蛇を封印せよ〜」』がNetease.Incの主催で、あそびファクトリーの制作により、ダレカノデザインによるデザインの元に、台北、高雄、東京、大阪、香港の5つの都市で開催された。2018年1月12日～14日・1月20日～21日の期間に台北で、2018年2月3日～4日の期間に高雄で、2018年3月3日～4日・3月17日～3月18日の期間に東京で、2018年3月10日～11日の期間に香港で、2018年3月31日～4月1日の期間に大阪で公演される。
参加者は「天才陰陽師である安倍晴明のもとに教えを乞うために屋敷にやって来た新人陰陽師」という設定で、今まさに復活をしようとしている「古の邪神 ヤマタノオロチ」を封印するために、様々なミッションや暗号を解き明かすのを楽しむことを目的とした体感型謎解きゲーム。